# マトリックス支援レーザー脱離イオン化法

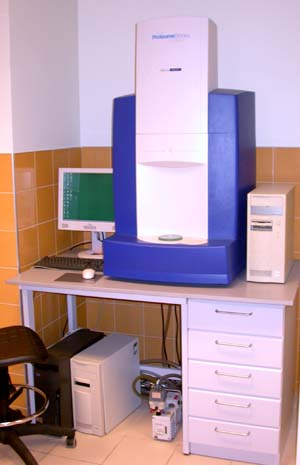
MALDI-TOF質量分析計

マトリックス支援レーザー脱離イオン化法（マトリックスしえんレーザーだつりイオンかほう、英: Matrix Assisted Laser Desorption / Ionization, MALDI）は質量分析におけるサンプルのイオン化法の一つである。日本では「MALDI」をマルディーと呼ぶことが多いが、英語での発音はモールディーに近い。
MALDIの開発と実用化は島津製作所の田中耕一の研究成果に拠るところが大きく、かかる功績により、田中には2002年にノーベル化学賞が授与されている。

## 特徴
MALDI法はESI法と並ぶ代表的なソフトイオン化法で、従来のイオン化法では壊れやすかった大型の生体分子（タンパク質、ペプチド、多糖など）のイオン化に向く。これにより分子量の大きな高分子化合物の質量分析が可能となり、医学や生物学、特に生化学を中心とした分野に非常に大きな発展をもたらした。
また、分析に必要なサンプル量がごく微量で良いという利点があり、ESI法を凌ぐフェムトモル（fmol）オーダーから測定可能である。加えてサンプルの純度に対する要求性も比較的低い。これらの特徴が、大量の高純度試料を用意することが難しい生体由来の試料の分析を、一層容易なものにしている。

## 原理
物質に紫外レーザー光を照射すると、物質が光を吸収して光電子移動が進行し、イオン化される。この直接的なレーザー照射によるイオン化法をレーザー脱離イオン化法（Laser Desorption / Ionization、LDI）という。しかし、LDIでは物質の種類によっては効率的な電子移動が行われず、試料がレーザーでダメージを受けてしまうという欠点があった。そこで、レーザー光によってイオン化されやすい物質をマトリックスとしてサンプルと予め混合しておき、これにレーザーを照射する事でイオン化する手法、すなわちMALDIが開発された。
サンプルとマトリックスの混合物（混晶）に窒素レーザー（波長337 nm）のパルスを当てると、マトリックスは瞬時に励起され、受け取ったレーザーの余剰エネルギーを熱エネルギーとして放出する。その結果、マトリックスとサンプルは気化され、同時にマトリックス-サンプル間でプロトンの授受が起こってサンプルがイオン化される。このとき生じるイオンは主に［M+H］+、［M+Na］+、［M-H］-等である。サンプルの種類によっては［M+］や［M-H］-も観測される。また、MALDIで生じるイオンは多くの場合一価であるが、二価イオン（［M+2H］2+）が生成される場合もある。
MALDIには多くの場合TOF型（Time of Flight、飛行時間質量分析計）の分析部が組み合わされる。生成したイオンは加速電圧（20 - 25kV前後）を印加されて運動エネルギーを生じ、イオン検出器まで飛行していく。イオンが受け取るエネルギーは電荷量のみに依存する為、電荷に対する質量（質量電荷比）が大きい分子は低速で、逆に小さい分子は高速で飛行する。この差異により、検出器に到達するまでの時間差からサンプルの質量を割り出す事が可能となる。TOFの場合、原理的には検出時間を延長すれば質量に検出上限は無く、実際に分子量数百 - 数十万の幅広い質量に対応した測定が可能である。
最近ではTOFの実装はイオン反射装置であるリフレクトロンを伴うものが多く、飛行距離を伸ばすと共にイオンの運動エネルギー誤差を相殺し、より高精度の分析が可能となっている。また、混晶にレーザーを当てた直後の数百 - 数十nsは加速電圧を印加せず、その後一斉に加速すること（delayed extraction、遅延引き出し）で初期状態の違いによる検出時間のバラつきを抑える事が可能である。
実際には、タンパク質をそのまま質量分析するのではなく、トリプシンなどの消化酵素でペプチドに分解してから、それらをまとめて分析に掛け、ペプチドの分子量を変数としらスペクトル分布を読む取る方法で、質量分析をする仕組みが一般的である。

## マトリックス
マトリックスの役目は、前述の通りレーザーエネルギー伝達の仲介にある。質量分析のスペクトルはサンプルとマトリックスの混晶の状態に大きく左右され、従ってサンプルに応じた適切なマトリックスを選択しなければならない。

### 代表的なマトリックス
シナピン酸（3,5-ジメトキシ-4-ヒドロキシケイ皮酸）
高分子量のサンプル分析に適する。
CHCA（α-シアノ-4-ヒドロキシケイ皮酸）
中 - 高分子量のサンプル分析に適する。
フェルラ酸（trans-4-ヒドロキシ-3-メトキシケイ皮酸）
中 - 高分子量のサンプル分析に適する。
ゲンチジン酸、DHBA（2,5-ジヒドロキシ安息香酸）
低 - 中分子量のサンプル分析に適する。
HPA（3-ヒドロキシピコリン酸）
陰イオンモードでの核酸分析に向く。
ジスラノール（1,8-ジヒドロキシ-9,10-ジヒドロアントラセン-9-オン）

なお、田中耕一が原理の発見に使用した際のマトリックスは、グリセロールとコバルトの金属微粒子を混ぜたものであった。当時、この方法は、「ソフトレーザー脱離イオン化法」と呼ばれた。

## 利用
いわゆるプロテオミクスの現場では、MALDIは通常のSDS-PAGEや二次元電気泳動による分離操作と組み合わせて用いられる。ペプチドマスフィンガープリンティング（PMF）は利用の代表例である。
通常のMALDIは高真空条件下でイオン化を行うので、クロマトグラフィーと連結した自動解析には向かない。前処理としてクロマトグラフィーを用いる場合は、分離した試料を手作業で分取してMALDIにかけるという操作が必要になる。

## MALDIの発展

### AP-MALDI
AP（atmospheric pressure、大気圧）の名の通り、大気圧下でイオン化が可能なMALDIである。イオン化部が高真空を要求しない事で、接続可能な前処理用の分離装置や質量分析部の種類が増え、多彩な分析系の構築が可能となる。

### IR-MALDI
通常のMALDIには前述の通り窒素レーザーが用いられるが、IRレーザーによるイオン化も実用化が進んでいる。IRによるイオン化は窒素レーザーのようなUVと比較して多価イオンやクラスターイオンが生成されやすく、分解能が落ちる傾向がある。しかしながらIR-MALDIでは選択可能なマトリックスの種類が多く、通常使用されるものの他にコハク酸、グリセリン、尿素、あるいは水などを用いる事ができる。また、多価イオンが生じやすい一方でフラグメントイオンの生成が抑えられるので、UV-MALDIでは分解してしまうサンプルもIR-MALDIで分析できる可能性がある。